# Georg Thoma
Pour les articles homonymes, voir Thoma.
Georg "Jörgl" Thoma, né le 20 août 1937 à Hinterzarten, est un coureur du combiné nordique et sauteur à ski allemand.

## Biographie
Il est membre du club de ski d'Hinterzarten, ville où il réside depuis sa naissance. Il parmi les meilleurs a la fois en saut et en ski de fond, remportant sept titres nationaux chez les jeunes. Il fait ses débuts dans une compétition majeure aux Championnats du monde 1958, où il est seizième en combiné et 27e en saut.
Oncle du sauteur à ski Dieter Thoma, il devient en 1960 le premier non-scandinave à gagner le titre olympique de combiné nordique. Il était en tête après la manche de saut à ski. Il a été élu sportif allemand de l'année cette année. Quatre ans plus tard, alors qu'il est porte-drapeau de la délégation allemande, il décroche la médaille de bronze aux Jeux olympiques d'Innsbruck. Entre-temps, il se blesse aux côtes, à la réception d'un saut aux Championnats du monde 1962.
En 1966, il est champion du monde à Oslo, puis prend sa retraite sportive, même s'il prend part de manière régulière à des courses telles que la Vasaloppet plus tard. Vainqueur du combiné nordique au Festival de ski d'Holmenkollen entre 1963 (premier vainqueur non-scandinave et le seul avec Lauritz Bergendahl et Thorleif Haug à gagner trois fois de suite) et 1966, deux fois vainqueur à Lahti et une fois aux Jeux de ski de Suède, il reçoit la Médaille Holmenkollen en 1964 pour tous ses succès dans ce sport.
En saut à ski, il est aussi performant au niveau international, gagnant la manche du 1er janvier 1962 à Garmisch-Partenkirchen lors de la Tournée des quatre tremplins. Il a été aussi trois fois champion d'Allemagne de saut à ski.

### Vie privée
Il devient également commentateur sportif à la télévision.
Il a aidé son ami Ralph Pöhland à échapper l'Allemagne de l'Est, mais regrette par la suite ses actions, du fait de la déception qu'il a créé chez les citoyens est-allemands.

## Palmarès

### Jeux olympiques
| Épreuve / Édition | Squaw Valley 1960 | Innsbruck 1964 |
| Individuel        | Or                | Bronze         |

### Championnats du monde
| Épreuve / Édition | Épreuve / Édition | Oslo 1966 |
| Individuel        | Individuel        | Or        |

### Autres succès en combiné
- Vainqueur aux Jeux du ski de Lahti en 1961 et 1965.
- Vainqueur des Jeux du ski de Suède en 1963.
- Vainqueur au Festival de ski de Holmenkollen en 1963, 1964, 1965 et 1966 (championnat du monde).
- 9 fois champion de RFA de combiné, continuellement entre 1958 et 1966.

### Saut à ski
Il compte trois victoires internationales : Le Brassus en 1956, le concours de Garmisch-Partenkirchen à la Tournée des quatre tremplins 1961-1962 et à Kongsberg en 1963.
Il est également trois champion de RFA en saut à ski.